# Wikariat apostolski Mikronezji
Wikariat apostolski Mikronezji (łac. Vicariatus Apostolicus Micronesiensis) – historyczny rzymskokatolicki wikariat apostolski w Mikronezji.

## Historia
W 1844 papież Grzegorz XVI erygował prefekturę apostolską Mikronezji. Dotychczas wierni z tych terenów należeli do wikariatu apostolskiego Nowej Zelandii (obecnie diecezja Auckland).
15 maja 1886 odłączono od niej misję sui iuris Wschodnich Karolinów i misję sui iuris Zachodnich Karolinów (z obu tych jednostek powstała później diecezja Karolinów).
W 1887 prefekturę apostolską Mikronezji podniesiono do rangi wikariatu apostolskiego. 10 maja 1889 wikariat apostolski Mikronezji został zlikwidowany, a jego terytorium zostało włączone do wikariatu apostolskiego Nowej Brytanii (obecnie archidiecezja Rabaul).

## Ordynariusze
- Jean Baptiste Epalle SM[1] (1844 - 1845) jednocześnie wikariusz apostolski Melanezji
- brak danych